# Graffiti (1985)
Graffiti ist ein US-amerikanischer Kurzfilm von Matthew Patrick aus dem Jahr 1985.

## Handlung
In einer Diktatur bekämpfen die Soldaten jeglichen Non-Konformismus und patrouillieren täglich die Straßen, um kritische Graffiti von den Wänden zu entfernen. Ein Mann malt jede Nacht Karikaturen an die Mauern der Stadt und beobachtet am nächsten Tag die Reaktion der Passanten. Das Zeichnen ist nicht ungefährlich, so entgeht er manchesmal nur knapp den Soldaten. Eines Tages bemerkt er, dass seine Karikaturenköpfe in Schwarz-Weiß durch farbige Zeichnungen ergänzt wurden. Er wird neugierig, zeichnet nachts an derselben Stelle einen Tierkörperanfang und legt sich auf die Lauer. Nach einer Weile erscheint eine Frau, die dem Körper Frauenbeine anzeichnet. Der Mann folgt der Frau in ein leerstehendes Gebäude, in der sie weitere Zeichnungen an den Wänden anfertigt.
Der Mann führt die Frau am nächsten Tag per Graffiti in eine Sackgasse, wo er an der Wand eine Zeichnung eines Tiers am Tisch mit erhobenem Sektglas angefertigt hat. Zudem hat er eine Blume an der Wand befestigt. Er beobachtet die Freude der Frau, die die Blume an sich nimmt und sich selbst als Katze auf den zweiten Stuhl malt. Plötzlich erscheinen Soldaten. Die Frau in der Sackgasse kann nicht entkommen und wird unter den entsetzten Blicken des Manns brutal geschlagen und schließlich abgeführt. Der Mann ist verzweifelt, zertritt seine Malkreide und lässt sich in den nächsten Tagen gehen. Immer wieder hört er die Schreie der Frau in seinen Träumen. Eines Nachts geht er auf die Straße. Er entdeckt ein kleines Graffito der Frau, das bei der Übermalung übersehen wurde. Bei dem Bild, das ein weinendes Herz zeigt, liegt ein Päckchen mit der bunten Kreide, die die Frau stets verwendet hat. Der Mann macht sich an die Arbeit. Am nächsten Morgen entdecken die Passanten ein großformatiges, farbiges Bild, in dem das Herz von einer Person aus dem Himmel kommend ergriffen wird.

## Produktion
Graffiti beruht auf einer Kurzgeschichte von Julio Cortázar. Der Film entstand am Center for Advances Film Studies des American Film Institute. Die Kostüme schuf Danelle Hand, die Filmbauten stammen von Julia Riva. Der Film wurde 1985 erstaufgeführt und lief im Folgejahr unter anderem auf dem Chicago International Film Festival.

## Auszeichnungen
Graffiti wurde 1986 für einen Oscar in der Kategorie „Bester Kurzfilm“ nominiert. Er gewann 1986 den Gold Hugo des Chicago International Film Festivals für den „Besten Kurzfilm“ sowie den Golden Gate Award des San Francisco International Film Festivals, ebenfalls für den „Besten Kurzfilm“.